# فرودگاه عضیلیه
فرودگاه عضیلیه  (به انگلیسی: Udhayliyah Airport)  یک فرودگاه خصوصی   است که یک باند فرود آسفالت دارد و طول باند آن ۲۱۸۵ متر است. این فرودگاه در  کشور عربستان سعودی قرار دارد و در ارتفاع ۲۳۱ متری از سطح دریا واقع شده است.